# 丽绯蛛
丽绯蛛（学名：Phlegra festiva）为跳蛛科绯蛛属的动物。分布于欧洲、西伯利亚、朝鲜、蒙古以及中国大陆的黑龙江、吉林、山东、北京、陕西、湖南、安徽、浙江、广西、贵州等地。该物种的模式产地在欧洲。